# Teucholabis leridensis
Teucholabis leridensis är en tvåvingeart som beskrevs av Alexander 1934. Teucholabis leridensis ingår i släktet Teucholabis och familjen småharkrankar.
Artens utbredningsområde är Panama. Inga underarter finns listade i Catalogue of Life.